# 安东尼·沃特斯
安东尼·沃特斯（英語：Anthony Waters，1928年4月10日—1987年11月20日），澳大利亚前男子曲棍球运动员，1961年开始参加国际比赛。他曾代表澳大利亚国家队参加1964年夏季奥林匹克运动会曲棍球比赛，获得一枚铜牌。